# Боскис, Рахиль Марковна
Рахиль Марковна Бо́скис (1902—1976) — советский учёный и сурдопедагог, доктор педагогических наук (1953), профессор (1956), член-корреспондент Академии педагогических наук РСФСР (1955), член-корреспондент Академии педагогических наук СССР (1968).
Автор свыше 100 печатных работ, включая монографии, по различным вопросам специальной педагогики и психологии.

## Биография
Родилась 16 марта (29 марта по новому стилю) 1902 года в городе Бердичев Киевской губернии Российской империи.
Трудовую деятельность начала в 1920 году учителем Киевской школы для глухих детей. В 1926 году окончила Киевский медицинский институт (ныне Национальный медицинский университет имени А. А. Богомольца). Будучи студенткой, с 1923 года работала во врачебно-педагогическом кабинете при Киевском отделе народного образования. По окончании вуза трудилась в методической секции по вопросам обучения и воспитания глухих детей и в Киевском психо-неврологическом институте. С 1931 года работала в Экспериментальном дефектологическом институте Наркомпроса РСФСР, с 1944 года — в НИИ дефектологии. В 1953 году Р. М. Боскис стала доктором педагогических наук, защитив диссертацию на тему «Особенности речевого развития при нарушении слухового анализатора у детей», в 1956 году — профессором.
В годы Великой Отечественный войны она занималась восстановлением речи у раненных и контуженных воинов. На основе изучения закономерностей развития детей с недостатками слуха Рахилью Марковной создана педагогическая классификация, позволившая организовать дифференцированное обучение глухих и слабослышащих. Под её руководством были разработаны структура и учебный план школы для слабослышащих, определены содержание, принципы и методы обучения языку; подготовлены учебники и методические пособия.
Умерла 15 февраля 1976 года в Москве, похоронена на Востряковском кладбище города.